# Watergentiaan
De watergentiaan (Nymphoides peltata) is een plant uit de watergentiaanfamilie (Menyanthaceae). De plant komt van nature voor in Noordwest-Europa. Het is een overblijvende waterplant. De plant groeit in 25-80 cm diep water.
De watergentiaan lijkt op een waterlelie, maar er zijn enkele duidelijke verschillen. De bladvorm, ingesneden hartvormig, lijkt er het meest op, maar is bij de watergentiaan veel kleiner dan bij een waterlelie. Ook is de onderzijde vaak rood aangelopen. De plant behoort tot dezelfde familie als van het waterdrieblad (Menyanthes trifoliata). De ondergedoken bladeren zijn meer spatelvormig. De onderwaterdelen van de plant hebben op 'pukkels' lijkende groepen cellen, die voedsel uit het water opnemen.
De gele (soms witte) bloemen hebben gekartelde kroonbladen en wijken hierdoor sterk af van een waterlelie. De bloemen staan op een 5-10 cm hoog steeltje boven het water, vaak in kleine groepjes. De bloeitijd loopt van juli tot augustus, soms tot de eerste helft van september.
De bloemen zijn eendagsbloemen: na een dag trekt de plant de bloemen weer onderwater en stuurt nieuwe knoppen naar boven de oppervlakte. Hierdoor blijft de plant vrij lang bloeien.
De verspreiding vindt allereerst plaats via de wortelstokken. Deze dunne wortels kruipen tot 80 cm diep over de bodem. De jonge plantjes die hieraan ontstaan, laten los en drijven naar de oppervlakte van het water.

## Voorkomen
In het midden van Nederland en ook in delen van België komt de plant vrij regelmatig voor. De soort ontbreekt in Zeeland en op de Waddeneilanden. Waar de plant voorkomt, breidt deze zich vaak sterk uit. In Europa komt ze verspreid over een vrij groot gebied voor: Frankrijk, Zuid- en Midden-Engeland, via België en Nederland, Duitsland en Polen tot Noord- en Midden-Rusland. De zuidgrens ligt in Europa bij de Alpen, de noordgrens bij de Oostzee, al komt ze in Zuid-Zweden adventief wel voor. In Azië komt ze voor tot in China en Japan.

## Ecologische aspecten
Leliekevers kunnen veel schade aanrichten, hiernaast is de plant voedselplant voor verschillende soorten slakken, die het vooral op jonge delen van de plant voorzien hebben.

## Tuin
De watergentiaan vormt een heel decoratieve plant in middelgrote tot grote tuin-en parkvijvers. Voor kleine vijvers is de plant niet of minder geschikt, doordat de plant kan gaan woekeren en in een kleine ruimte anderen kan verdringen. Een vijvermand kan daar een gedeeltelijke oplossing zijn, doordat de plant slecht tegen vorst kan. Haal de vijvermand in de winter binnen, de wortels sterven dan in een ondiepe vijver tijdens sterke vorst af.
In grote vijvers met een dikke modderlaag legt ze het vaak af tegen de gele plomp. Na een goede schoonmaakbeurt van de bodem komt de watergentiaan vaak weer als eerste terug, doordat de wortels zo in de bodem verspreid zijn.
| bloem watergentiaan | bloem watergentiaan | bloem watergentiaan |